# Viktor Rokitansky
Viktor Rokitansky, Victor Freiherr von Rokitansky (* 3. Juli 1836 in Wien; † 17. Juli 1896 ebenda) war ein österreichischer Opernsänger (Bariton), Komponist und Gesangspädagoge. Er war der jüngere Bruder von Hans Rokitansky.

## Leben
Rokitansky war bereits in jungen Jahren Konzertsänger. Ab 1860 lebte er mehrere Jahre in Italien (unter anderem in Mailand und Bologna), wo er sein Gesangsstudium vervollkommnete. 
Nach einer mehrjährigen Laufbahn als Bühnensänger in Graz (1865), Olmütz (1866), Innsbruck (1868) und Lemberg (1869/70), widmete er sich dem Musikunterricht. Von 1871 bis 1880 war er Professor für Gesang am Konservatorium der Gesellschaft der Musikfreunde in Wien. Rokitansky verfasste das theoretische Werk Über Sänger und Singen (1891).
Rokitansky komponierte auch Lieder und Kirchenmusik.

## Schüler (Auswahl)
Franz Xaver Battisti

## Schriften
- Über Sänger und Singen. A. Hartleben’s Verlag, Wien/Pest/Leipzig 1891 (2. Auflage 1896).

## Werke (Auswahl)
- Ave Maria, op. 4
- O salutaris hostia, op. 5
- Morgenthau: Wir wollten in Kosen und Lieben, op. 15
- Al Ballo: Già la luna è in mezzo al mar’, op. 20
- Denn Du bist mein: Wie schön prangt in den frischen Blüthenfarben, op. 21
- Mädchen mit dem rothen Mündchen, op. 22 (Text: Heinrich Heine)
- Leise zieht durch mein Gemüt, op. 26 (Text: Heinrich Heine)